# 薩格列比華爾登堡
薩格列比華爾登堡（直译：瓦烏布日赫煤田）是一間位於波蘭西南部城鎮瓦烏布日赫的足球會，成立於1945年，最初叫做Thorez，以一位法國共產黨領袖莫里斯·多列士（Maurice Thorez）命名。1968 年，它改名為薩格列比（Zagłębie），意思為煤田，因為瓦烏布日赫是一個重要的採礦中心。薩格列比在1968/69年–1973/74年期間參加六個賽季的波蘭足球甲級聯賽，並在1971/72年參加歐洲足協盃，首輪戰勝捷克斯洛伐克塔比歷斯，次輪不敵羅馬尼亞UTA阿拉德。
1973–74年賽季結束後，薩格列比華爾登堡從頂級聯賽降級，1990年代初期球會開始財政困難，決定與競爭對手Górnik Wałbrzych合併，合併後球會成為“KP Wałbrzych”，然後改為“KP Górnik/Zagłębie Wałbrzych”，接著“Zagłębie Wałbrzych”從名稱中刪除，薩格列比華爾登堡事實上已不復存在。
2006年4月6日，“Stowarzyszenie GKS Zagłębie Wałbrzych”成立，從2008年開始球隊參加下西里西亞地區的比賽。

## 球隊榮譽
- 波蘭足球甲級聯賽：

 季軍 (1)：1970–71

## 歐洲賽成績
| 賽季    | 賽事           | 階段   | 對賽球會     | 首回合 | 次回合     | 總比數     |
| ------- | -------------- | ------ | ------------ | ------ | ---------- | ---------- |
| 1971    | 歐洲足協圖圖盃 | 分組賽 | 和睦布倫瑞克 | 0–1    | 0–1        | 第三名     |
| 1971    | 歐洲足協圖圖盃 | 分組賽 | 馬模         | 2–0    | 0–4        | 第三名     |
| 1971    | 歐洲足協圖圖盃 | 分組賽 | 年轻人       | 0–2    | 1–0        | 第三名     |
| 1971-72 | 歐洲足協盃     | 第一圈 | 塔比歷斯     | 1–0    | 3–2        | 4–2        |
| 1971-72 | 歐洲足協盃     | 第二圈 | UTA阿拉德    | 1–1    | 1–2 (加時) | 2–3 (加時) |

## 外部鏈接
- 官方网站